# Empidonax hammondii
El  mosquero de Hammond (Empidonax hammondii) es una especie de ave paseriforme de la familia Tyrannidae, perteneciente al numeroso género Empidonax. Es un ave migratoria que anida en el oeste de América del Norte e inverna en México y América Central.

## Otros nombres comunes
Se le conoce también como mosquerito de Hammond (en Honduras), mosquerito pasajero (en México), mosqueta de Hammond, mosquitero de Hammond (en Nicaragua) o papamoscas de Hammond (en México).

## Distribución y hábitat
Su área de nidificación se extiende desde el centro este de Alaska, por el oeste de Canadá (sur de Yukon, Columbia Británica y suroeste de Alberta, y en el oeste de Estados Unidos, desde Washington, Idaho y oeste de Montana, al sur hasta el centro este de California, centro este de Nevada, centro de Utah, noreste de Arizona, centro y oeste de Colorado, y centro norte de Nuevo México. En los inviernos boreales migra hacia el sur y pasa la temporada no reproductiva desde el sureste de Arizona, por México (desde el oeste de Chihuahua, sur de Coahuila, centro de Nuevo León, y centro de Tamaulipas al sur a través de tierras altas de México, Guatemala, y El Salvador hasta Honduras y probablemente centro norte de Nicaragua.

El hábitat reproductivo de esta especie se compone de bosques boreales y templados densos, principalmente de abeto, bosques maduros de coníferas, de hojas anchas o mixtos, cercanos al límite del bosque, como álamos, Alnus spp. y Cornus spp. con numerosas aberturas del dosel; hasta altitudes de 3000 m. Los ambientes preferidos de invernada son similares, bosques de abeto, pino  o roble o bordes del bosques; y bosques riparios. Prefiere regiones boscosas de altitud a tierras bajas y colinas, entre 1000 y 2600 m.

## Sistemática

### Descripción original
La especie E. hammondii fue descrita por primera vez por el zoólogo húngaro John Xantus de Vesey en 1858 bajo el nombre científico Tyrannula hammondi; su localidad tipo es: «Fort Tejon, California».

### Etimología
El nombre genérico masculino «Empidonax» se compone de las palabras del griego «empis, empidos» que significa ‘mosquito’, ‘jején’, y «anax, anaktos» que significa ‘señor’; y el nombre de la especie «hammondii», conmemora al naturalista, médico y cirujano general del ejército de Estados Unidos William Alexander Hammond (1828–1900).

### Taxonomía
Es monotípica.